# Gustav Ortenau
Gustav Ortenau (* 18. Mai 1864 in Fürth; † 1950 in Florenz) war deutscher Arzt jüdischer Abstammung. Er war Generaloberarzt im Ersten Weltkrieg.

## Herkunft
Ortenau wurde in Fürth als Sohn des promovierten Notars Ignaz Ortenau geboren. Sein Vater war Vorsitzender der Israelitischen Kultusgemeinde in Fürth und später in München. Er beriet den Prinzregenten Luitpold von Bayern in juristischen Fragen. 1890 erbte er den Pariser Schreibtisch Heinrich Heines.

## Leben
Gustav Ortenau schloss 1882 das Wilhelmsgymnasium München ab und studierte anschließend Medizin an der Universität München.
Ab 1890 war Ortenau Lungenfacharzt in Bad Reichenhall. Im Jahr 1904 heiratete er die Kunstmalerin und Bildhauerin Adele Peiser-Lasker (1870–1970). Das Ehepaar hatte die Kinder Irma (1905–1956) und Erich (1912–1995).
Im Ersten Weltkrieg war Ortenau Kriegsfreiwilliger zuletzt im Range eines Generaloberarztes. Weiters besaß und leitete er ein Lungensanatorium in Nervi bei Genua. Ortenau erfreute sich großer Beliebtheit in Bad Reichenhall und konnte sich daher auch in den ersten Jahren der NS-Herrschaft in Bad Reichenhall halten.

## Verfolgung während der NS-Zeit
Nachdem den jüdischen Ärzten am 1. Oktober 1938 die Approbation entzogen worden war, emigrierte er im Mai 1939 mit seiner Frau nach Basel in die Schweiz. Sohn Erich gelang 1940 die Flucht nach Palästina. Nach Kriegsende lebte das verarmte Paar zunächst bei Irma in Rom, der dort im Untergrund das Überleben gelang. Die Nichte Anita Lasker überlebte Auschwitz als Cellistin im Mädchenorchester. Viele Familienangehörige wurden ermordet. Ab 1950 lebte das Paar in Florenz, wo Ortenau nach kurzer Zeit verstarb. Nachdem Irma 1956 verstorben war, zog Adele 1960 zu Erich ins Pasinger Haus der Tochter. Sie malte noch hundertjährig trotz Sehbehinderung. Die Ärztin und Psychotherapeutin Irma Ortenau war bereits 1947 nach München zurückgekehrt.

## Auszeichnungen und Widmungen

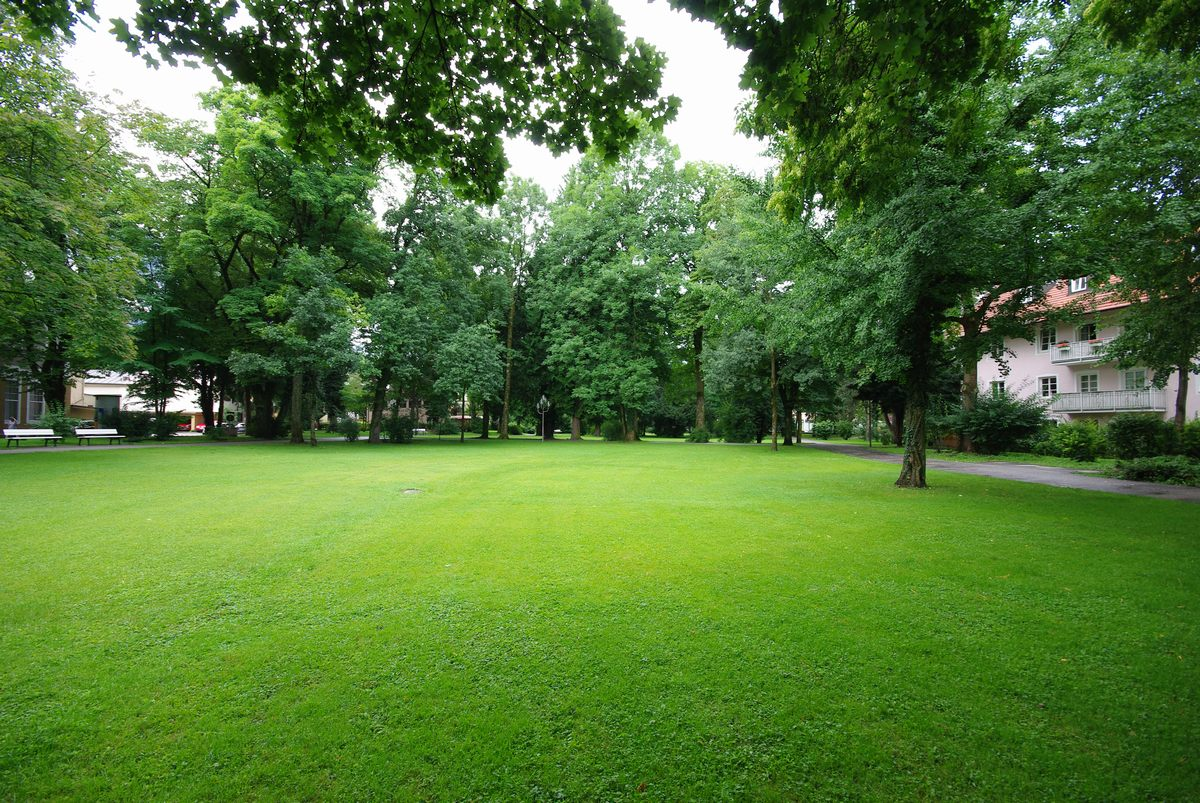
Ortenaupark in Bad Reichenhall

Ortenau erhielt im Ersten Weltkrieg hohe Auszeichnungen. In Bad Reichenhall ist ihm der Ortenaupark gewidmet.

## Stiftungen der Familie Ortenau
Erich Ortenau stiftete dem Israel Museum in Jerusalem das Deutsche Zimmer u. a. mit dem Schreibtisch Heinrich Heines.